# Konstanty Laszczka
Konstanty Laszczka (sinh ngày 3 tháng 9 năm 1865 - mất ngày 23 tháng 3 năm 1956) là một nhà điêu khắc, họa sĩ, nghệ sĩ đồ họa và giáo sư người Ba Lan. Laszczka trở thành hiệu trưởng của Học viện Mỹ thuật Jan Matejko ở Kraków vào giai đoạn năm 1911-1912.

## Tiểu sử
Laszczka xuất thân trong một gia đình làm nông. Nhờ vào học bổng, ông đến Paris vào năm 1891. Tại Pháp, ông theo học tại Học viện Nghệ thuật École nationale supérieure des Beaux-Arts, dưới sự hướng dẫn của các nghệ sĩ người Pháp nổi tiểng như Jean-Antoine Mercié, Alexandre Falguiere và Jean-Léon Gérôme. Năm 1897, Laszczka trở về Ba Lan và làm giáo viên ở Warsaw. Năm 1899, Laszczka đến định cư ở Kraków theo lời mời của họa sĩ Julian Fałat. Tại đây, ông trở thành giáo sư tại Học viện Mỹ thuật Kraków. Ông là một trong những thành viên sáng lập của Hiệp hội các nghệ sĩ Ba Lan được gọi là "Sztuka", với triết lý thẩm mỹ của phong trào nghệ thuật Ba Lan trẻ.
Các tác phẩm điêu khắc của Konstanty Laszczka chịu ảnh hưởng từ nhà điêu khắc người Pháp Auguste Rodin. Nghệ sĩ tập trung nhiều vào điêu khắc,  nhưng cũng vẽ tranh chân dung, làm huân chương, và quan tâm đến nghệ thuật gốm nung, với các chủ đề được lấy cảm hứng từ các tôn giáo, dân gian và động vật.